# Operazione Kraai
L'operazione Kraai ("operazione Corvo") è stata un'offensiva militare olandese contro la di fatto Repubblica di Indonesia nel dicembre 1948, in seguito al fallimento dei negoziati di pace. Con il vantaggio della sorpresa, gli olandesi riuscirono a conquistare la capitale temporanea della Repubblica indonesiana, Yogyakarta, e a sequestrare alcuni prominenti leader indonesiani, come il presidente repubblicano de facto Sukarno. Questo apparente successo militare fu, tuttavia, seguito da un'intensa guerriglia, mentre la violazione del cessate il fuoco dell'accordo della USS Renville isolò diplomaticamente gli olandesi. Ciò portò al trattato di pace olandese-indonesiano e al riconoscimento degli Stati Uniti d'Indonesia.
Indicato dagli olandesi come la seconda politionele actie, è più comunemente noto nei libri di storia indonesiani e nei documenti militari come Agresi Militer Belanda II ("Seconda aggressione militare olandese").

## Contesto
La seconda Politionele actie o operazione militare mirava a conquistare Jogjakarta, allora capitale indonesiana, e le altre aree possedute dalla Repubblica di Indonesia, ad eccezione di Aceh. Lo scopo era quello di sciogliere la Repubblica di Indonesia e installare un’entità politica più controllabile e meno ostile che si unisse allo stato federale proposto dai Paesi Bassi, consentendo così al governo de L'Aja di preservare il proprio controllo sull'arcipelago indonesiano. Nel precedente armistizio, l'accordo della Renville prevedeva il ritiro delle forze indonesiane dal territorio occupato dagli olandesi in cambio della fine del blocco navale. Il governo delle Indie orientali olandesi, NICA, accusò gli indonesiani di aver violato l'armistizio firmato in seguito all'operazione Product: un'accusa parzialmente corretta (poiché l'Indonesia lasciò dietro di sé alcuni dei regolari TNI e delle milizie irregolari sotto il loro comando) e anche parzialmente errata in quanto coinvolge cose al di fuori del controllo della Repubblica (che include : circa 4000 irregolari dei gruppi di milizie Hezbollah e Sabilillah di Giava Occidentale che rifiutarono il trattato, sono rimasti e si divisero in Darul Islam, truppe studentesche (Tentara Republik Indonesia Pelajar o TRIP) che devono ancora finire gli studi, contadini e altre milizie operaie che hanno devono ancora lavorare nelle aree invase dagli olandesi e da alcuni gruppi di milizie che non si unirono al comando del TNI fino all'accordo della Renville). Di conseguenza, l'Indonesia e gli osservatori di nazioni terze sottolinearono che gli olandesi non solo stavano mantenendo un blocco navale, ma anche erigendo nuovi blocchi terrestri sul loro lato della linea Van Mook, limitando il movimento di persone, cibo, vestiti e medicine; gli olandesi portarono avanti unilateralmente il loro piano di creazione di piccoli stati etnici (militarmente e politicamente influenzati) nei territori sotto il loro controllo, quando la creazione di uno stato federale dovesse essere discusso sia dalle autorità dei Paesi Bassi che indonesiane. Piccoli scontri continuarono nel lato olandese diviso dalla linea Status Quo/linea Van Mook e si intensificarono quando parti della divisione Siliwangi iniziarono a infiltrarsi dopo l'affare Madiun. Nel novembre-dicembre 1948, gli olandesi decisero di intraprendere un'ultima offensiva militare per schiacciare la Repubblica.
Nel settembre 1948, il comando militare olandese era riuscito a decodificare il codice segreto crittografato dell'Indonesia, ottenendo informazioni cruciali sulle strategie e sui piani diplomatici e militari dei nemici. Ciò permise al generale Simon Hendrik Spoor di contrastare le azioni repubblicane sul campo di battaglia e sulla scena diplomatica. Gli olandesi erano così sicuri di questo vantaggio che organizzarono una conferenza stampa a Giacarta, in cui annunciarono i loro movimenti militari tre giorni prima dello sferramento dell'attacco. Gli olandesi programmarono l'offensiva per prevenire il piano del primo ministro indiano Jawaharlal Nehru di inviare un aereo privato per portare Sukarno e Mohammad Hatta a Bukittinggi, nel Sumatra occidentale, dove avrebbero guidato un governo di emergenza. Una delegazione repubblicana guidata da Sukarno sarebbe poi volata a New York, via Nuova Delhi, per sostenere la causa della repubblica all'Assemblea generale delle Nazioni Unite. Durante la rivoluzione nazionale indonesiana, l'India, da poco indipendente, si era dimostrata solidale con la causa della repubblica, intendendola come una lotta contro l'imperialismo occidentale. Tuttavia, poiché gli olandesi sapevano di quel piano, proibirono all'aereo la possibilità atterrare a Giacarta.
Il 18 dicembre le trasmissioni radiofoniche di Giakarta hanno riferito che l'Alto Commissario olandese Louis Beel avrebbe tenuto un discorso importante il giorno successivo. Questa notizia non è arrivata a Yogyakarta perché gli olandesi avevano tagliato la linea di comunicazione. Nel frattempo, Spoor diede istruzioni di iniziare un attacco a sorpresa su vasta scala contro la Repubblica. Ha programmato l'attacco prima di coincidere con le esercitazioni militari Tentara Nasional Indonesia del 19 dicembre, dando ai movimenti olandesi una mimetizzazione temporanea e consentendo loro di cogliere di sorpresa il nemico. L'attacco è stato lanciato anche all'insaputa del Comitato di Buoni Uffici delle Nazioni Unite.

## Battaglia

### Prima offensiva

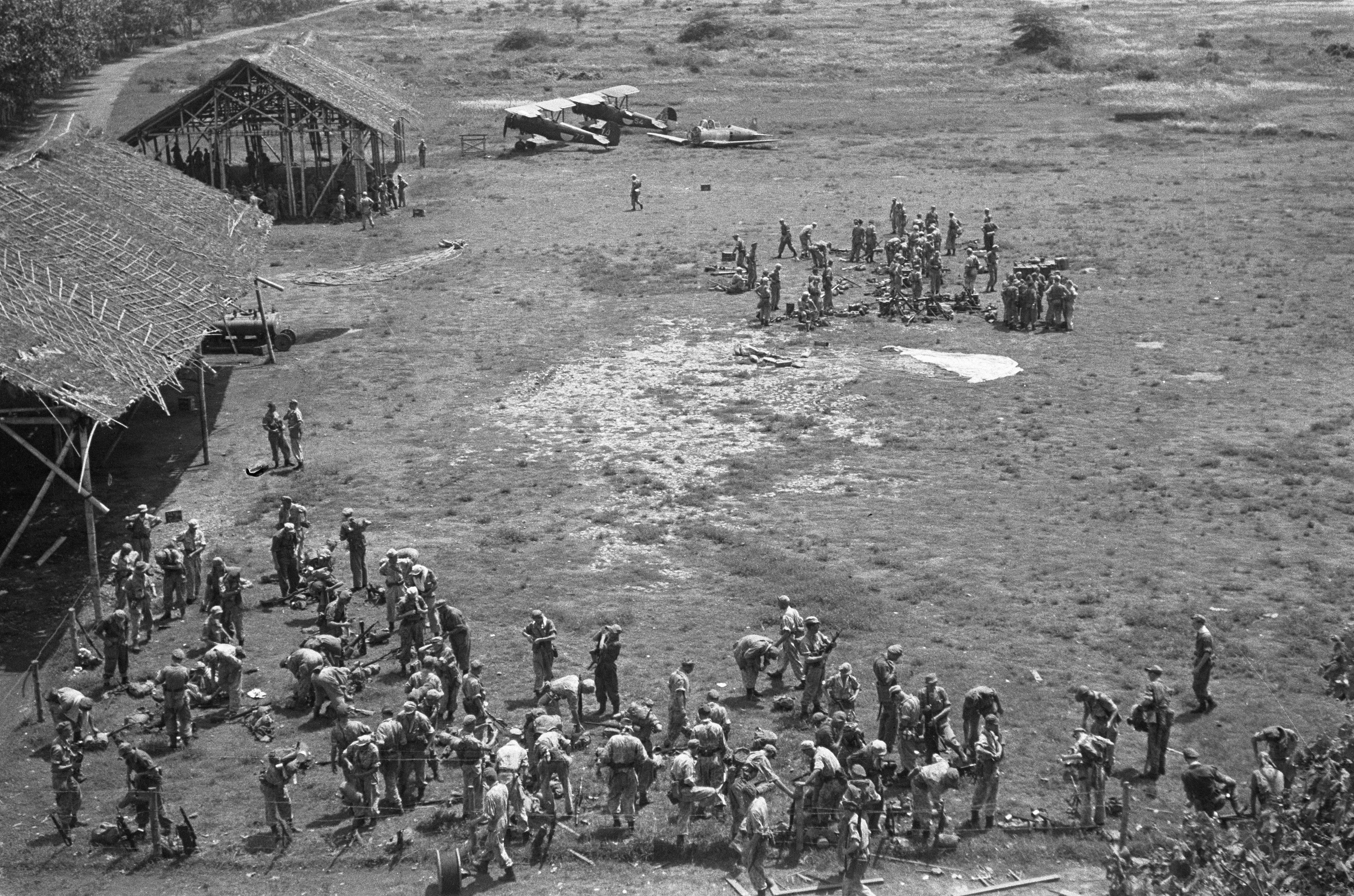
Truppe olandesi all'aeroporto di Maguwo con biplani dell'aeronautica indonesiana catturati sullo sfondo, 19 dicembre 1948

La prima offensiva iniziò nelle prime ore del 19 dicembre. Alle 04:30 gli aerei olandesi decollarono da Bandung, diretto a Yogyakarta attraverso l'Oceano Indiano. Nel frattempo, l'Alto Commissario olandese Beel annunciò alla radio che gli olandesi non erano più vincolati dall'accordo della Renville. L'operazione iniziò quando gli olandesi attaccarono i principali centri indonesiani a Giava e Sumatra. Alle 05:30, l'aeroporto militare di Maguwo e la sua stazione radio, inclusa Yogyakarta, furono bombardati dall'aeronautica reale delle Indie orientali olandesi. La Repubblica schierò solo tre Mitsubishi Zero giapponesi catturati nella Seconda Guerra Mondiale, mentre l'ML-KNIL aveva diversi caccia P-40 Kittyhawk e P-51 Mustang di costruzione americana e bombardieri B-25 Mitchell e 23 Douglas DC-3 che trasportavano circa 900 soldati.
Paracadutisti olandesi del Korps Speciale Troepen sbarcarono all'aeroporto di Maguwo, difeso da 47 cadetti dell'aeronautica indonesiana armati alla leggera e privi di mitragliatrici antiaeree. Giocando d'anticipo, gli olandesi fecero atterrare dei manichini per attirare il fuoco nemico, consentendo agli aerei da combattimento olandesi di mitragliare i difensori. Lo scontrò durò 25 minuti e si concluse con la presa di Maguwo da parte degli olandesi, con l'uccisione di uccidendo 128 repubblicani senza registrare vittime. Dopo aver assicurato il perimetro dell'aerodromo entro le 06:45, gli olandesi furono in grado di far sbarcare truppe aviotrasportate in due ondate successive e utilizzare Maguwo come testa aerea per i rinforzi dalla loro base principale a Semarang. Alle 8:30, il generale Spoor ordinò alle sue truppe via trasmissione radiofonica di attraversare la linea Van Mook e conquistare Yogyakarta per "eliminare elementi inaffidabili" della Repubblica.
Lo scopo principale dell'operazione Kraai era quello di distruggere rapidamente la Tentara Nasional Indonesia (TNI) che Spoor pensava avrebbe difeso allo stremo la loro capitale. Pertanto, con la superiorità sia dell'aria che sulla terra, l'esercito olandese avrebbe facilmente ottenuto una vittoria finale e decisiva. Tuttavia, la maggior parte del TNI aveva lasciato Yogyakarta, difendendo il confine occidentale di Yogyakarta da un'altra campagna militare olandese. Lo stesso comandante, il generale Nasution, si trovava impegnato in un giro d'ispezione a Giava orientale. L'attacco aereo colse gli indonesiani impreparati e in poche ore l'avanzata dell'esercito olandese aveva rapidamente conquistato l'aerodromo, la strada principale, il ponte e le posizioni strategiche. La strategia del generale Sudirman era quella di evitare qualsiasi contatto importante con l'esercito principale olandese, salvando così gli indonesiani dalla sconfitta totale. preferendo perdere territorio ma guadagnando tempo extra per consolidare e ricompattare le proprie file.

### Conquista di Yogyakarta

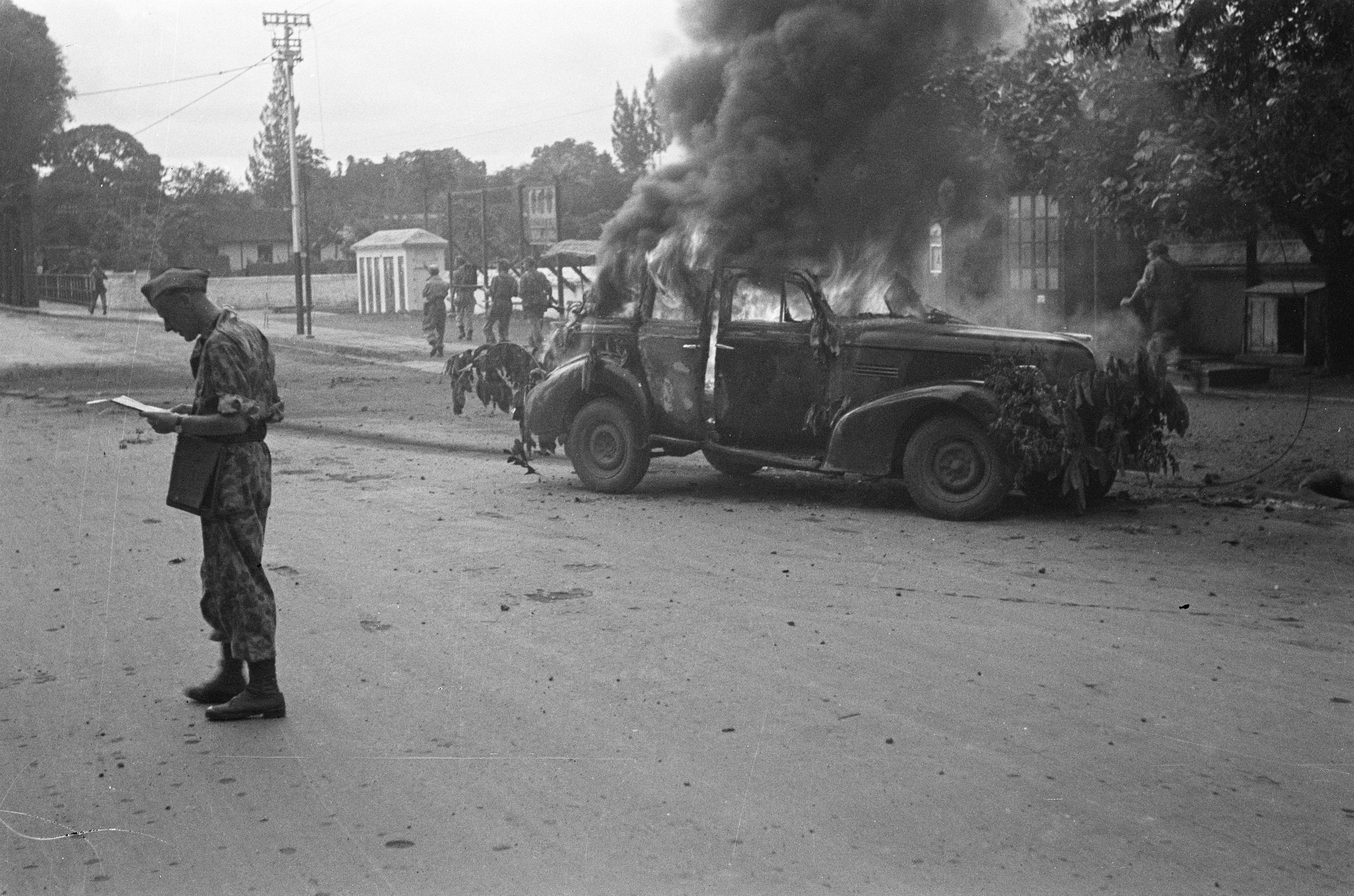
Soldati olandesi nel centro di Yongyakarta al termine degli scontri

Dopo aver saputo dell'attacco a sorpresa, il comandante militare indonesiano, il generale Sudirman, trasmettè il Perintah kilat (comando rapido) tramite radio. Dopo aver chiesto a Sukarno e ad altri leader di evacuare e unirsi al suo esercito di guerriglia, si tenne una riunione del gabinetto, in cui si rifiutò il consiglio per rimanere a Yogyakarta e continuare a comunicare con gli inviati delle Nazioni Unite e della Komisi Tiga Negara (Commissione trilaterale). Sukarno annunciò un piano per un “governo d'emergenza” a Sumatra, nel caso in cui fosse accaduto qualcosa alla leadership indonesiana a Yogyakarta.
Nel frattempo, 2 600 soldati olandesi completamente armati (fanteria e paracadutisti) guidati dal colonnello Dirk Reinhard Adelbert van Langen si erano radunati a Maguwo, pronti ad assediare Yogyakarta. Quello stesso giorno, la maggior parte della città cadde in mano olandese, con obiettivi chiave come la base aeronautica e il quartier generale del capo di stato maggiore rasi al suolo sia dalle forze indonesiane, tramite la tattica della "terra bruciata", che dai bombardamenti olandesi. Il presidente indonesiano Sukarno, il vicepresidente Mohammad Hatta e l'ex primo ministro Sutan Sjahrir vennero sequestrati dagli olandesi e successivamente esiliati a Bangka. Si lasciarono catturare senza opporre resistenza, sperando che ciò portasse dalla loro parte il sostegno internazionale. Tuttavia, questa azione è stata successivamente criticata dagli ambienti militari indonesiani che la considerarono come un atto di codardia da parte della leadership politica. Il sultano Hamengkubuwono IX rimase nel suo palazzo a Yogyakarta e non se ne andò durante l'intera occupazione. Lo stesso sultano rifiutò di collaborare con l'amministrazione olandese e respinse i tentativi di mediazione del sultano filo-olandese di Pontianak Hamid II.
Entro il 20 dicembre, tutte le truppe repubblicane rimaste a Yogyakarta si erano ritirate. Offensive furono condotte anche in altre aree di Giava e nella maggior parte di Sumatra. Tutte le parti dell'Indonesia, tranne Aceh e alcuni cantoni di Sumatra, caddero sotto il controllo olandese. Sudirman, che soffriva di tubercolosi, guidò i guerriglieri dal suo letto. Il generale Abdul Haris Nasution, comandante militare delle milizie stanziate nei territori di Giava, dichiarò il governo militare di Giava e avviò una nuova tattica di guerriglia chiamata Pertahanan Keamanan Rakyat Semesta (Nazione in armi), trasformando la campagna di Giava in un fronte di guerriglia con il sostegno della popolazione civile.
Il 19 dicembre venne dichiarato un governo di emergenza precedentemente pianificato, il governo di emergenza della Repubblica di Indonesia, con sede a Bukittinggi, Sumatra occidentale, e guidato da Sjafruddin Prawiranegara.

## Conseguenze
Questo attacco è stato coperto a livello internazionale da molti giornali, compresi quelli degli Stati Uniti, che condannarono gli attacchi olandesi nei loro editoriali. Il presidente Harry Truman minacciò di sospendere gli aiuti del Piano Marshall per i Paesi Bassi: ciò includeva fondi vitali per la ricostruzione della nazione del secondo dopoguerra che fino ad allora avevano fruttato 1 miliardo di dollari. Il governo olandese aveva speso una somma equivalente a quasi la metà per finanziare le proprie campagne in Indonesia. La percezione che gli aiuti americani venissero utilizzati per finanziare “un imperialismo senile e inefficace” incoraggiò molte voci chiave negli Stati Uniti, comprese quelle del Partito Repubblicano, e dall’interno delle chiese e delle ONG americane a schierarsi apertamente a sostegno dell’indipendenza indonesiana.
Il 24 dicembre il Consiglio di Sicurezza dell’ONU chiese ufficialmente la fine delle ostilità. Nel gennaio 1949 approvò una risoluzione che chiedeva il ripristino del governo repubblicano. Gli olandesi avevano raggiunto la maggior parte dei loro obiettivi e avevano annunciato un cessate il fuoco a Giava il 31 dicembre e il 5 gennaio a Sumatra. La guerriglia continuò comunque e le ostilità finirono infine il 7 maggio con la firma dell'accordo Roem–Van Roijen.